# Harrah's Rincon
Harrah's Rincon es un casino y hotel localizado al norte de San Diego, California cerca de la I-15 en Valley Center.  El hotel tiene 653 habitaciones y una torre de 21 pisos. El casino consiste de 1600 máquinas de juegos y 51 mesas, incluyendo ocho mesas de poker. 
El resort también incluye un spa y cerca se encuentra Woods Valley Golf Club.
En el 2005, La revista Casino Player votó por Harrah's Rincon como el de MEJORES Habitaciones, Mejores Suites, Mejor Servicio, y más.[cita requerida]